# Wapen van 's Gravenmoer

Wapen van 's Gravenmoer

Het wapen van 's Gravenmoer werd op 16 juli 1817 bij besluit van de Hoge Raad van Adel aan de toenmalige Noord-Brabantse gemeente 's Gravenmoer bevestigd. Op 1 januari 1997 ging de gemeente op in Dongen, waarmee het wapen van 's Gravenmoer kwam te vervallen.

## Blazoenering
De blazoenering bij het wapen luidt als volgt:
Van lazuur, beladen met vijf turven, staande twee en drie, geplaatst en fasce. Het schild gedekt met eene kroon van vijf fleurons en vastgehouden door twee klimmende leeuwen, alles van goud.
De heraldische kleuren zijn lazuur (blauw) en goud (geel). Dit zijn de rijkskleuren. De beschrijving is later toegevoegd, oorspronkelijk stond in het register uitsluitend een tekening.

## Geschiedenis
's Gravenmoer was een hoge heerlijkheid, die tot 1814 tot het graafschap Holland behoorde. Baron van der Duyn van Maasdam had in 1742 bepaald dat het wapen van de heerlijkheid zou bestaan uit de Hollandse leeuw, vergezeld van 5 turven. Verder zou het gedekt zijn met een kroon en als schildhouders twee leeuwen hebben, die aan het wapen van de baron zelf ontleend waren. Deze was een telg uit het geslacht Van der Duyn. De leeuw verdween al binnen enkele decennia en de burgemeester zond een zegelafdruk van een zegel zonder leeuw. Dit werd door de Hoge Raad van Adel verleend in rijkskleuren, omdat bij de aanvraag de kleuren niet gespecificeerd waren. De turven waren vermoedelijk oorspronkelijk groen van kleur. Het schild is gedekt met een markiezenkroon van vijf bladeren.